# Родники России
Родники́ Росси́и (в 1993—2004 годах — «Родники́ Пово́лжья») — проводящийся в Чебоксарах в рамках Дня Чувашской Республики всероссийский фестиваль народного творчества.

## О фестивале
В фестивале принимают участие фольклорные коллективы, народные хоры, инструментальные ансамбли, хореографические ансамбли, ансамбли песни и танца, сохраняющие и пропагандирующие традиционный музыкально-песенный, танцевальный фольклор и обрядовую культуру своего региона.
Фестивальный праздник состоит из:
- театрализованного шествия по центральным улицам города Чебоксары;
- церемонии торжественного открытия фестиваля «Родники России» и концерта на Красной площади Чебоксар;
- концертных выступлений участников фестиваля на разных площадках города и республики;
- гала-концерта коллективов самодеятельного народного творчества Чувашской Республики;
- демонстрации изделий декоративно-прикладного искусства, фрагментов народного быта, фольклорных праздников и обрядов;
- праздника народного костюма;
- научно-практической конференции, творческих лабораторий и круглых столов с участием ведущих специалистов декоративно-прикладного искусства из других регионов России[2].

## История
Фестиваль (в то время — «Родники Поволжья») берёт своё начало в 1993 году как фестивальный праздник народного творчества, организованный Чувашским республиканским научно-методическим центром народного творчества.
На первом фестивальном празднике, который прошел в Чувашском государственном театре оперы и балета, приняли участие 12 коллективов художественной самодеятельности из районов Чувашии и 3 творческих коллектива из Татарстана, Мордовии и Ульяновской области.
С 1994 года фестиваль финансируется на паритетных началах Министерством культуры Российской Федерации и Правительством Чувашской Республики.
С 1996 года фестиваль проводится в рамках празднования Дня Республики.
В 2005 году Министерство культуры Российской Федерации и правительство Чувашской Республики решили придать фестивалю всероссийский масштаб. Так утвердилось нынешнее название мероприятия.
В разные годы участвовать на конкурс приезжали коллективы из Армении, Бельгии, Белоруссии, США, Италии, Украины, Венгрии, Египта, Ирана, Болгарии, Чехии, Намибии, Германии, Эстонии и других зарубежных стран.

## Прочее
- По традиции участники фестиваля привозили с собой сосуды с родниковой водой из родных мест[6].